# 若昂·費利克斯
祖奧·菲歷斯·塞凱拉（葡萄牙語：João Félix Sequeira，發音：[ʒuˈɐ̃w ˈfɛliks]；1999年11月10日—），葡萄牙足球運動員，現效力沙特职业足球联赛球會艾納斯，亦都是葡萄牙國家足球隊成員，司職影子前鋒、邊鋒或進攻中場。

## 生涯

### 早期
1999年11月10日，菲力克斯出生於葡萄牙的維塞烏區。由於菲力克斯的父親是一名足球體能師，所以菲利克斯從小就在父親的引導下接觸足球，並最終喜歡了這項運動。2007年，菲力克斯在父親的陪同下加入了位於通德拉的佩斯蒂尼亞斯少年足球隊。在加入球隊後，菲力克斯出眾的球技引得了來自波爾圖球探的關注。
2008年，菲力克斯加入波爾圖足球俱樂部青訓營。在此之後，父親每天17時從家裡出發，送菲力克斯趕到波爾圖參加19時開始的訓練。然而到14歲時，由於身體瘦弱，菲力克斯被波爾圖青訓營淘汰。在被淘汰後，菲力克斯曾一度想放棄足球這項運動，但之後在父親的勸說和監督下，菲力克斯改變了想法，加入了帕多恩斯U-17梯隊。2015年，菲力克斯又轉投至賓菲加青訓系統。

### 本菲卡
2015-16賽季，菲力克斯在賓菲加U-17梯隊出場27次，打進10球。緊接著在2016-17賽季中，菲力克斯升入了本菲卡U-19梯隊，並在該賽季獲得26場比賽中打進9球，幫助球隊奪得歐洲青年聯賽亞軍。這一系列的表現使得菲力克斯升入了本菲卡B隊，並獲得了跟隨本菲卡一線隊共同訓練的機會。
2017-18賽季，在本菲卡B隊，菲力克斯成為了本菲卡B隊歷史上年齡最小的球員，隨後在本菲卡B隊對陣維塞烏學院的葡甲聯賽中打進一記凌空抽射，成為葡甲聯賽最年輕的進球球員。在此期間，菲力克斯得到了時任B隊主教練拉吉的賞識，在2017年11月與本菲卡足球俱樂部簽下了一份為期四年的續約合同。該賽季，菲力克斯代表本菲卡B隊在葡甲聯賽中出場17次，打進4球，助攻5次；在歐洲青年聯賽中出場5次，打進1球。
2018年，在2018-19賽季開始前，菲力克斯被提拔進本菲卡一線隊。8月18日，在葡超第2輪聯賽中，本菲卡以2比0戰勝博阿維斯塔，菲力克斯在下半場第87分鐘獲得替補出場的機會，完成了一線隊處子秀。8月21日，在歐洲冠軍聯賽首回合資格賽中，本菲卡以1比1戰平塞薩洛尼基，菲力克斯在下半場第80分鐘獲得替補出場的機會，完成歐戰首秀。8月25日，在葡超第3輪聯賽中，本菲卡以1比1戰平葡萄牙體育，菲力克斯在下半場第71分鐘替補出場，隨後在下半場第86分鐘打進扳平比分的一球，同時也是一線隊處子球。11月，菲力克斯與本菲卡達成續約協議，雙發續約至2023年。
2019年1月，在拉吉成為本菲卡主教練後，菲力克斯被提拔為主力球員。3月2日，在葡超第24輪的國家德比中，本菲卡以2比1逆轉戰勝波爾圖，菲力克斯在上半場第26分鐘幫助球隊扳平比分。4月11日，在歐足聯歐洲聯賽第一回合四分之一決賽中，本菲卡以4比2戰勝法蘭克福，菲力克斯主導了本隊的四粒進球，上演了帽子戲法，並為隊友送出一次助攻，19歲5個月零2天的菲力克斯成為歐足聯歐洲聯賽歷史上演帽子戲法最年輕的球員，同時打破了前輩尤西比奧創下的記錄，成為葡萄牙足球歷史上在歐戰中上演帽子戲法最年輕的球員。
2018-19賽季，菲力克斯代表本菲卡在各項賽事中出場43次，打進20球，助攻11次，入選葡超賽季最佳陣容、歐足聯歐洲聯賽最佳陣容。

### 馬德里競技
2019年7月，西甲球隊馬德里競技啟動菲力克斯在賓菲加的1.26億歐元解約條款，雙方簽約7年，這一費用不僅打破了球隊的隊史轉會費記錄，菲力克斯還超越了克里斯蒂亞諾·羅納爾多的轉會費記錄，成為身價最高的葡萄牙球員。
2019年7月21日，在馬德里競技3比0戰勝努曼西亞的熱身賽中，菲力克斯身披7號球衣首發出場，完成了馬德里體育會首秀，但在上半場第28分鐘，菲力克斯因傷提前退場。8月11日，在斯德哥爾摩舉行的國際冠軍盃歐洲區比賽中，馬德里競技以2比1戰勝尤文圖斯，菲力克斯梅開二度。8月18日，在西甲首輪聯賽中，馬德里競技以1比0戰勝赫塔菲，菲力克斯曾在下半場第56分鐘為球隊贏得一粒點球，但隨後隊友莫拉達將球罰失。 12月，菲利克斯榮膺歐洲金童獎。
2020-21賽季，菲力克斯協助馬德里競技事隔7年再次奪得了西甲聯賽冠軍。

### 車路士（租借加盟）
2023年1月11日，菲歷斯租借加盟車路士，為期6個月，據悉借用費達1000萬鎊，車路士將負擔這名鋒將的人工，但沒有買斷條款。翌日對富勒姆的比賽中，菲歷斯首次代表車路士出場，但首場比賽便領紅，隨後被禁賽三場。
2023年2月11日，菲力克斯停賽後復出，他在1-1聯賽戰平西漢姆聯的比賽中打進了他在英超的第一個進球。

### 巴塞隆納（租借加盟）
2023年9月1日，菲力克斯與他的葡萄牙隊友若昂·坎塞洛一起租借加盟巴塞隆納，為期2023-24賽季。
2023年9月19日，菲力克斯完成了他在巴塞隆納的歐冠首秀，梅開二度並送出助攻，幫助巴塞隆納以5-0戰勝對手安特衛普，並被評為本場最佳球員。

## 國家隊生涯
2017年7月，菲力克斯被召入葡萄牙U-17國家隊，此後菲力克斯在2017年又跳級升入了葡萄牙U-20國家隊。除此之外，菲力克斯還在2018年代表葡萄牙U-19國家隊參加了兩場比賽。
2019年5月，菲力克斯首次入選葡萄牙國家足球隊。 6月5日，在歐洲國家聯賽半決賽中，葡萄牙以3比1戰勝瑞士晉級決賽，菲力克斯在比賽中獲得首發出場的機會，完成了國家隊首秀。 6月9日，在歐洲國家聯賽決賽中，葡萄牙以1比0戰勝荷蘭奪得冠軍，菲力克斯進入球隊大名單，但沒有獲得出場機會。
2020年9月5日，菲力克斯在歐洲國家聯賽對克羅埃西亞的比賽中打進了自己的第一個國際進球。
2021年6月，菲力克斯入選葡萄牙國家足球隊，出戰歐洲國家盃。

## 個人生活
2020年4月，在COVID-19大流行期間，菲力克斯向其家鄉維塞烏的一家醫院進行了一次群眾集資活動，捐贈了設備。

## 生涯統計

### 國家隊入球
最後更新：2023年9月11日
| No. | 日期       | 比賽場地                           | 對手   | 比分 | 賽果 | 賽事                   |
| --- | ---------- | ---------------------------------- | ------ | ---- | ---- | ---------------------- |
| 1.  | 2020.09.05 | 葡萄牙, 波爾圖, 火龍球場           |        | 3-0  | 4-1  | 2020–21年歐洲國家聯賽A |
| 2.  | 2020.11.11 | 葡萄牙, 里斯本, 光明球場           | 安道尔 | 7-0  | 7-0  | 友誼賽                 |
| 3.  | 2020.11.17 | 克羅埃西亞, 斯普利特, 波倫德球場   |        | 2-1  | 3-2  | 2020–21年歐洲國家聯賽A |
| 4.  | 2022.11.24 | 卡達, 多哈, 974體育場              |        | 2-1  | 3-2  | 2022年國際足總世界盃   |
| 5.  | 2023.03.26 | 盧森堡, 盧森堡市, 盧森堡體育場     | 盧森堡 | 2-0  | 6-0  | 2024年歐洲國家盃外圍賽 |
| 6.  | 2023.09.11 | 葡萄牙, 阿尔加维大区, 阿尔加夫球场 | 盧森堡 | 9-0  | 9-0  | 2024年歐洲國家盃外圍賽 |

## 榮譽

### 球會
本菲卡
- 葡萄牙足球超级联赛冠軍：2018–19

 馬德里競技
- 西班牙足球甲级联赛冠軍：2020–21[9]

### 國家隊
葡萄牙
- 歐洲足協國家聯賽冠軍：2018–19

### 個人
- 欧洲金童奖：2019年
- 金球獎（葡萄牙）最佳新人獎：2019年

## 外部連結
- Atlético Madrid official profile （页面存档备份，存于）
- National team data （页面存档备份，存于）
- 若昂·費利克斯於ForaDeJogo的個人資料
- Soccerway資料庫：若昂·費利克斯